# Ylemmäisenjärvi
Ylemmäisenjärvi är en sjö i kommunen Juga i landskapet Norra Karelen i Finland. Sjön ligger 133,4 meter över havet. Den är 11,7 meter djup. Arean är 68 hektar och strandlinjen är 6,72 kilometer lång. Sjön  ingår i Vuoksens huvudavrinningsområde.   Den ligger omkring 82 kilometer norr om Joensuu och omkring 410 kilometer nordöst om Helsingfors. 
I sjön finns ön Pilkkasaari. 